# 음핵 포피
인간 여성의 해부학에서, 음핵 포피 (clitoral hood 또는 clitoral prepuce)는 음핵 귀두를 둘러싸 보호하는 피부 주름이다. 이것은 남성 성기의 귀두를 둘러싸고 있는 포피와 상동기관으로서 처음엔 소음순의 일부로 발달된다.

## 다양성

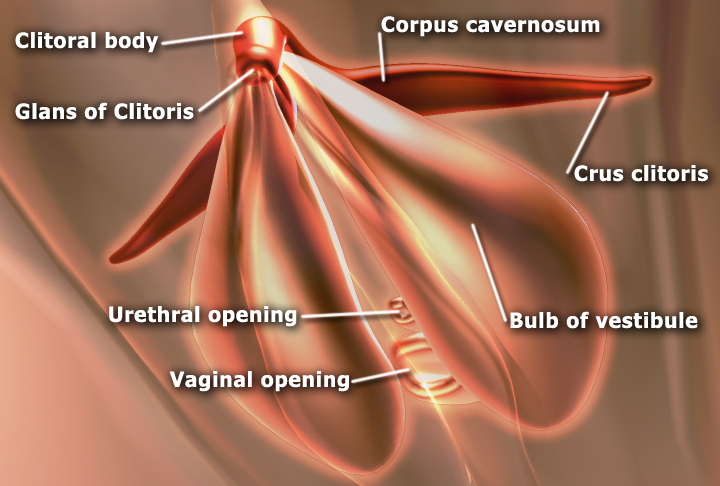
음핵의 부위 설명. 음핵 귀두, 몸통, 다리. 음핵 뿌리와 해면체도 보인다.

이것은 음핵 귀두를 보호하도록 덮는 피부조직이다. 포피에는 정해진 크기와 모양이 없는 것이 특징이다. 어떤 여성들은 음핵 귀두를 완전히 덮는 커다란 음핵 포피를 갖고 있다. 이들 중 일부는 밀어내서 음핵 귀두를 노출시킬 수 있는데, 이마저도 안되는 경우도 있다. 다른 여성들은 음핵 귀두를 다 덮지 않는 작은 포피를 갖고 있어, 음핵 귀두가 항상 노출된다. 남성의 경우, 포피와 귀두 사이에 끈끈한 유착이 발생할 수 있는데, 이것은 포피가 귀두에 달라붙게 하여 포피를 벗겨 귀두를 노출시키지 못하도록 한다. 그리고, 이 경우 매우 강한 냄새를 내는 치구(성기의 때)가 동반될 수 있다.

## 변형
세계적으로 볼 때, 이것의 변형 행위는 드문 편이다. 일부 아프리카 문화에서, 젊은 여성의 성적 쾌감을 억제하기 위해 여성 할례를 행하기도 한다. 이에 반하는 이유로 행할 수 있는 변형은, 미적인 만족과 육체적 쾌감을 위해 포피에 피어싱을 해 장신구를 끼워넣는 것이다. 더욱 드물게, 일부 여성은 자신의 의지로 수술을 받아 이것의 모양을 다듬거나 제거하여 음핵 귀두의 일부/전체가 항상 드러나도록 하기도 한다. 이러한 과정은 남성의 포경수술과 비슷한데, 간혹 음핵의 드러난 모든 부분을 포함한 더 많은 양의 조직을 제거하는 여성 할례와 혼동되기도 한다. 미국과 같은 서방 국가에선 한때 자위행위를 막기 위해 여성 할례와 비슷한 시술이 행해졌지만, 1960년대 들어서 이런 부정적 행위는 학대로 여겨졌고 더 이상 행해지지 않았다.

## 자극
음핵의 대부분을 덮은 포피를 가진 여성들은 종종 포피가 덮인 채 자위행위를 하는 남성과 비슷하게, 음핵 귀두를 덮은 포피를 자극함으로써 자위행위를 한다. 더 작고 단순한 구조 때문에, 음핵 귀두와 포피를 한번에 비비는 경향이 있다. 많은 경우, 음핵 귀두 자체는 포피를 젖혀 직접 자극하기에는 너무 민감하기도 하다. 이러한 극도의 민감성은 이 조직이 원래 겉으로 드러나지 않았기 때문인데, 이는 포경수술을 하지 않은 어린 남성, 특히 사춘기 이전의 포피가 완전히 벗겨져 보지 못한 남성에게서 나타난다.

음핵 포피는 또한 음경의 포피와 마찬가지로 음핵 귀두를 보호하는 역할을 하기도 한다. 성적인 자극을 받는 중에, 치골을 통한 간접적인 자극 이외에 있을 수 있는 음경과 음핵 귀두간의 직접적인 접촉을 방지해 줄 수 있다. 음핵 귀두는 포피와 마찬가지로, 자연적으로 분비되는 피지(치구와 함께 분비)에 의해서 항상 미끄럽게 유지되어 성적인 자극을 받을 때 무리 없이 미끄러져야 한다. 만일 여성의 음핵 귀두가 미끄럽지 않으면, 포피에 가해지는 성적인 자극은 음핵 귀두에 전해지지 않거나, 오히려 포피를 살짝만 건드려도 여성에게 음핵 귀두를 사포로 문지르는 듯한 고통을 안겨주게 될 것이다.

## 같이 보기
- 여성의 성기
- 음핵
- 여성 할례